# 三茂铁路公司
广东三茂铁路股份有限公司是一家主要由铁道部、广东省政府合资组建的股份制公司，成立于1987年，成立初期为广东三茂铁路总公司。1996年12月28日进行股份制改革。主要经营广茂线（广州西-茂名东段及云浮支线）和洛湛铁路（岑溪-电白段）的客货运运输。2004年铁道部将广三铁路资产并入三茂铁路股份有限公司，使中国铁路总公司（广铁集团）成为该公司股东。2021年6月，三茂铁路公司注销，屬下線路及資產并入广东铁路有限公司。

## 管辖铁路
- 广茂铁路（包括云腰支线）：总长404公里（云腰支线长33公里）
- 洛湛铁路（岑溪-电白）

## 直属段
- 肇庆车务段
- 肇庆工务段
- 肇庆信号水电段